# SimCity 64
SimCity 64 (яп. シムシティー64 Симу Ситеи: рокудзиён) — градостроительный симулятор, разработанный HAL Laboratory и изданный Nintendo для Nintendo 64 DD. Игра была выпущена только в Японии. SimCity 64 не следует путать с портом SimCity 2000 для Nintendo 64, который был разработан и выпущен в свет в 1997 году совершенно другим разработчиком — Imagineer.

## Игровой процесс
Возможно, SimCity 64 задумывалась как продолжение к SimCity, выпущенной в 1991 году для Super Nintendo Entertainment System (SNES) компании Nintendo, так как в её основе содержится несколько элементов SNES-версии, включая доктора Райта — городского советника. Хотя основной игровой процесс в SimCity 64 похож на SimCity 2000, но графические текстуры и здания значительно отличаются от SimCity 2000. Однако игра опережает предшественницу по нескольким особенностям, не замеченным в SimCity 2000 или даже в SimCity 3000, таким как возможность просматривать город ночью (появилась в SimCity 4) и переход на уровень свободного обзора города (личные транспортные средства и пешеходов можно увидеть только в нём). Города в игре также представлены в 3D-гибридной графике. Адаптация игры SimCopter под 64DD сначала была запланирована как отдельная игра, но позже была встроена в SimCity 64.

## Развитие
SimCity 64 была разработана HAL Laboratory и издана Nintendo. В разработке игры также участвовал геймдизайнер Сигэру Миямото. SimCity 64 была первоначально выпущена для консолей. После ряда переносов выпуска 64DD SimCity 64 была предоставлена для игры на Nintendo Space World в 1999 году.

## Рецензии
Четыре рецензента японского журнала Famitsu дали SimCity 8, 8, 8, 7 баллов, что в общей сложности составляет 31 из 40. Однако IGN дало игре всего 6 баллов из 10.